# Cantone di Ustaritz-Vallées de Nive et Nivelle
Il cantone di Ustaritz-Vallées de Nive et Nivelle è una divisione amministrativa dell'arrondissement di Bayonne.
È stato costituito a seguito della riforma approvata con decreto del 25 febbraio 2014, che ha avuto attuazione dopo le elezioni dipartimentali del 2015.

## Composizione
Comprende i seguenti 9 comuni:
- Ahetze
- Ainhoa
- Arbonne
- Arcangues
- Ascain
- Bassussarry
- Saint-Pée-sur-Nivelle
- Sare
- Ustaritz